# Vorbeugende Bekämpfung von Straftaten
Vorbeugende Bekämpfung von Straftaten (§ 1 Abs. 4 HSOG) steht im Polizei- und Ordnungsrecht in Hessen für die Verhütung zu erwartender Straftaten und für die Vorsorgende Verfolgung künftiger Straftaten. Im Rahmen der vorbeugenden Bekämpfung von Straftaten ermittelt, sammelt und verarbeitet die Polizei auf einer Ermächtigungsgrundlage Informationen und Daten verdachtungsunabhängig. In Hessen sind die §§ 13 bis 30 HSOG diese Ermächtigungsgrundlage. Die verdachtsunabhängige Identitätsfeststellung ist zum Beispiel in § 18 Abs. 2 Nr. 6 HSOG vorgesehen (siehe auch: Schleierfahndung).
Das Polizeirecht sieht weiter einen Präventivgewahrsam zur Unterbindung künftiger Straftaten vor.
In § 2 Abs. 1 des Gesetzes zum Schutz der öffentlichen Sicherheit und Ordnung (SOG) ist festgelegt, dass die Polizei im Rahmen der Gefahrenabwehr auch zu erwartende Straftaten gegen die Öffentliche Sicherheit und Ordnung zu verhüten und für die Verfolgung künftiger Straftaten vorzusorgen hat. Die Vorschriften des Bundes- oder Landesrechts, in denen die Gefahrenabwehr speziell geregelt ist, gehen dem SOG vor. Die in den §§ 14 ff. SOG normierten besonderen Befugnisse zur vorsorgenden Datenerhebung, -speicherung, -übermittlung und -verarbeitung und die besonderen Befugnisse zur verdeckten Ermittlung korrespondieren mit dieser Aufgabenzuordnung. Die einschränkbaren Grundrechte werden in § 11 SOG zitiert. Durch das SOG nicht einschränkbare Grundrechte, so genannte „polizeifeste“ Grundrechte sind: „Die Würde des Menschen“ und die Religions- und Bekenntnisfreiheit, sowie die Gewissens-, Kunst- und Wissenschaftsfreiheit.
Eine Vorbeugende Bekämpfung von Straftaten ist verfassungsrechtlich bedenklich. Einer Straftat vorgezogene Maßnahmen wenn „tatsächliche Anhaltspunkte die Annahme rechtfertigen“ oder nach „Lageerkenntnissen anzunehmen ist“, „dass Personen Straftaten mit erheblicher Bedeutung begehen“ werden (§§ 14 Abs. 3, 15 Abs. 2, 17 Abs. 2, 18 Abs. 1 SOG) heben das Grundprinzip der Unschuldsvermutung auf (siehe auch: Generalverdacht). Die Eingriffsermächtigungen werden von der im Rahmen der Strafprozessordnung erforderlichen Voraussetzung des konkreten Tatverdachtes und von der konkreten Gefahrenlage des SOG abgekoppelt (siehe auch: Polizei- und ordnungsrechtliche Generalklausel und Übermaßverbot).